# Sky One
Sky One fue un canal de televisión perteneciente a Sky, que emitía para Reino Unido e Irlanda a través del satélite y cable. Lanzado en 1982 como "Satellite Television", era el cuarto canal británico más antiguo por detrás de BBC One, Independent Television y BBC Two.

## Historia
Sky One comenzó sus emisiones en 1982 como "Satellite Television Ltd", impulsado por el anterior presidente de Thames Television Brian Hayes y que podía ser captada en toda Europa. En 1984 Rupert Murdoch toma la decisión de comprar la cadena, y la relanza bajo el nombre Sky Channel. La cadena comienza a aumentar su producción propia de programas, incluyendo el musical Sky Trax y varios espacios infantiles, y logra consolidarse entre la audiencia británica. En 1989 el canal se traslada al satélite Astra a la vez que Murdoch crea la Sky Television Network. El 30 de julio de 1989 el canal pasó a llamarse Sky One y restringió sus emisiones solo a Reino Unido e Irlanda.
A comienzos de la década de 1990 Sky One pasa a adquirir programas nuevos y/o en exclusiva, y espacios de las cadenas de televisión en abierto (como BBC) que tuvieron éxito pero no habían sido reemitidos, como la serie Luz de luna. Esto conllevó un aumento de la audiencia e ingresos publicitarios mayores, por lo que Sky pudo afrontar su fusión con la British Satellite Broadcasting. Desde 1993 Sky One pasó a estar cifrado como parte del paquete de canales Sky Multichannels. En 2000 Sky lanzó un feed específico para Irlanda, cuya única diferencia reside en la publicidad y las promociones de los programas.
En junio de 2003 Sky One pasó a emitir en 16:9, salvo aquellos programas que estuvieran originalmente en 4:3.
El canal cesó finalmente sus transmisiones el 1 de septiembre de 2021 y ahora los canales cambian de nombre a Sky Max y Sky Showcase.

## Programación
La mayor parte de la oferta de Sky One consta de programas estadounidenses, que en su mayoría provienen de la compañía de Murdoch Fox Network. Entre los primeros programas que más éxito consiguieron, destacan Los Simpson (en emisión) o Married with Children/Matrimonio con hijos (retirado en 2001), y la emisión en primicia capítulos de las series Friends y Urgencias entre otras series. También cuenta con programas británicos de otras cadenas en abierto, y producción propia.
Entre sus series norteamericanas emitidas en primicia para Reino Unido, destacan:

### Series
- 24
- Battlestar Galáctica
- Los Simpsons
- Bones
- Buffy Cazavampiros
- Deadwood
- Expediente X
- Fringe
- Futurama
- Las Vegas
- Lost
- Malcolm in the Middle
- Nip/Tuck
- Family Guy
- Prison Break
- Stargate SG-1
- The Big Bang Theory
- Monster Allergy
- Sick Note